# Урбани, Джованни
Джованни Урбани (итал. Giovanni Urbani; 26 марта 1900, Венеция, Италия — 17 сентября 1969, там же) — итальянский кардинал. Титулярный епископ Аксума с 26 октября 1946 по 27 ноября 1948. Титулярный архиепископ Сарди с 27 ноября 1948 по 14 апреля 1955. Епископ Вероны с 14 апреля 1955 по 11 ноября 1958. Патриарх Венеции и примас Далмации с 11 ноября 1958 до своей смерти. Кардинал-священник с 15 декабря 1958, с титулом церкви Санта-Приска с 18 декабря 1958 по 19 марта 1962. Кардинал-священник с титулом церкви Сан-Марко с 19 марта 1962. Председатель итальянской епископской конференции в 1966—1969.

## Начало пути
Родился Джованни Урбани 26 марта 1900 года в Венеции, Италия. Образование получил в патриаршей Семинарии Венеции. Посвящён в священники 24 сентября 1922 года. Пасторская работа в патриархате Венеции, 1922—1925 годы и 1926—1945 годы. Далее продолжение образования, 1925—1926 годы. Член профессорско-преподавательского состава патриаршей семинарии, 1927—1945 годы. Тайный камергер Его Святейшества, 12 ноября 1936 года, при Пие XI. Вновь назначен 8 июня 1939 года, Пием XII. Придворный прелат Его Святейшества, 5 июня 1943 года. Секретарь и национальный советник Центральной Комиссии Итальянского Католического Действия, 1946—1955 годы.

## Епископ, патриарх Венеции, кардинал
Избран титулярным епископом Ассуме 26 октября 1946 года. Ординацию совершил 8 декабря 1946 года, в патриаршей базилике собора Святого Марка, в Венеции, кардинал Адеодато Джованни Пьяцца, патриарх Венеции, которому помогали Джованни Йеремик, титулярный епископ Бериссы, вспомогательный епископ Венеции, и Карло Дзинато, епископ Виченцы.
Урбани был назначен Патриархом Венеции и примасом Далмации 11 ноября 1958 года своим предшественником кардиналом Анджело Джузеппе Ронкалли из-за вакансии, вызванной избранием Ронкалли папой римским Иоанном XXIII в предыдущем месяце. Он был возведён в кардиналы папой римским Иоанном XXIII на консистории от 15 декабря 1958 года. Его титул был кардинал-священник титулярной церкви Санта-Приска, и был позже заменен на титул кардинала-священника Сан-Марко 19 марта 1962 года в связи с образовавшейся вакансией, вызванной смертью кардинала Элиа далла Косты, в декабре 1961 года.
Кардинал Урбани был участником Второго Ватиканского Собора с 1962 года по его завершения в 1965 году. Он также участвовал в Конклаве 1963 года, который избрал папу римского Павла VI.
Кардинал Джованни Урбани умер в Венеции 17 сентября 1969 года.

## Уникальный факт
Его положение, как патриарха Венеции было уникально в том факте, что и его предшественник и его преемник стали папами римскими. Его преемником на кафедре Патриарха Венеции был кардинал Альбино Лучани, человек, который станет папой римским Иоанном Павлом I в 1978 году.

## Награды
- Кавалер Большого креста ордена «За заслуги перед Итальянской Республикой» (7 мая 1963 года)[3]